# Transportul feroviar în Albania

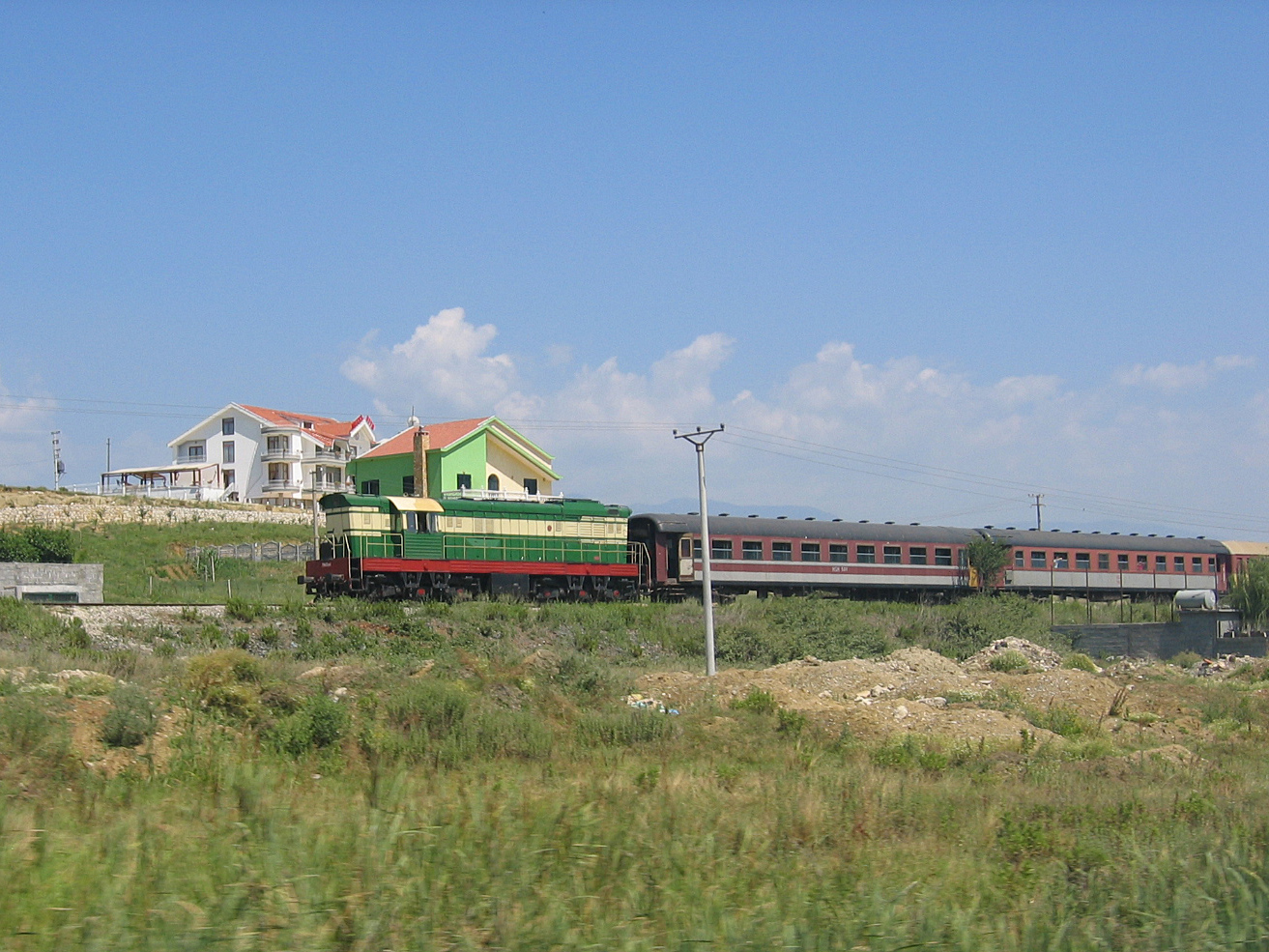
Tren HSH pe linia Tirana-Durrës

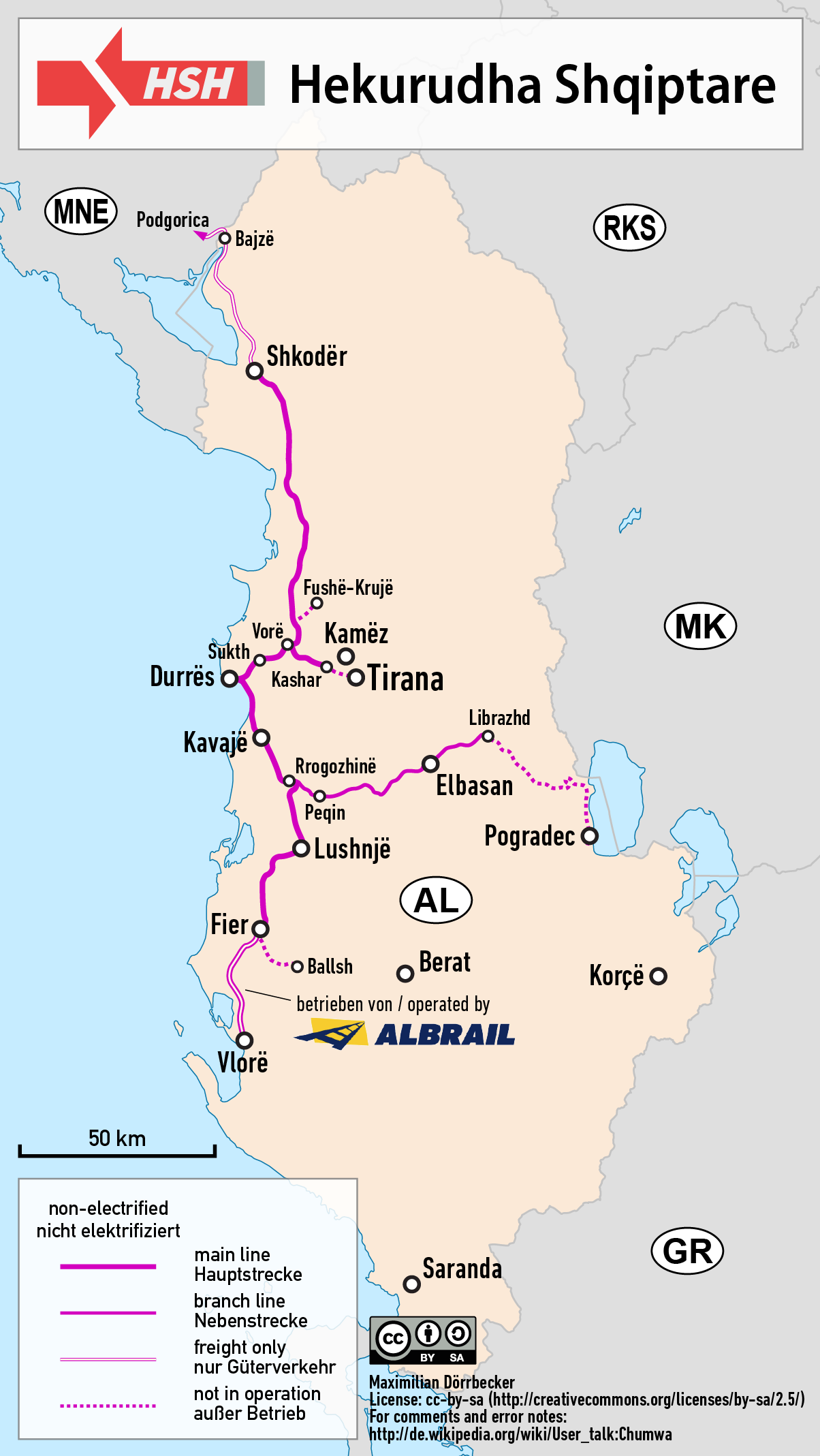
Rețeaua feroviară (hartă interactivă)

Căile ferate din Albania sunt administrate de compania națională de cale ferată Hekurudha Shqiptare (HSH) (care înseamnă căile ferate albaneze). Ecartamentul de lucru este de 1,435 de mm (ecartamentul standard în Albania). Toate trenurile sunt tractate de locomotive Diesel-electrice ČKD  (Českomoravská Kolben-Daněk) construite în Cehia.

## Istorie
Prima linie de cale ferată albaneză cu ecartament standard  a fost construită abia în 1947, deși unele linii mai înguste au fost construite mai devreme în timpul primului război mondial. Există o legătură internațională cu Muntenegru, calea ferată Podgorica-Shkodër, care a fost folosită doar pentru traficul de mărfuri și a cărei ultimă stație în Albania este Gara Bajzë.
Sistemul feroviar a fost promovat în mare măsură de către guvernul Enver Hoxha, perioadă în care utilizarea transportului auto particular a fost efectiv interzisă. După 1947, a început dezvoltarea infrastructurii naționale prin construirea rețelei feroviare a țării, deoarece Albania a fost considerată singurul stat din Europa care nu avea servicii feroviare standard. Până în 1987, 677 de km de cale ferată au fost construiți pentru a conecta în totalitate principalele centre urbane și industriale pentru prima dată de la sfârșitul celui de-al doilea război mondial. Transportul feroviar a reprezentat principala modalitate de transport până în 1990. După căderea comunismului, rețeaua s-a prăbușit.
De la prăbușirea fostului stat albanez socialist, a existat o creștere considerabilă a proprietarilor de automobile și a utilizării autobuzului. În timp ce unele dintre drumurile secundare ale țării sunt încă într-o stare foarte proastă, s-au înregistrat și alte evoluții (cum ar fi construirea unei autostrăzi între Tirana, Durrës și alte orașe) care au preluat foarte mult din fostul trafic de pe căile ferate.
Începând cu anul 2015, unele stații și elemente de material rulant de-a lungul liniei Durrës-Tirana au fost renovate și colorate cu roșu și alb.

## Cronologie

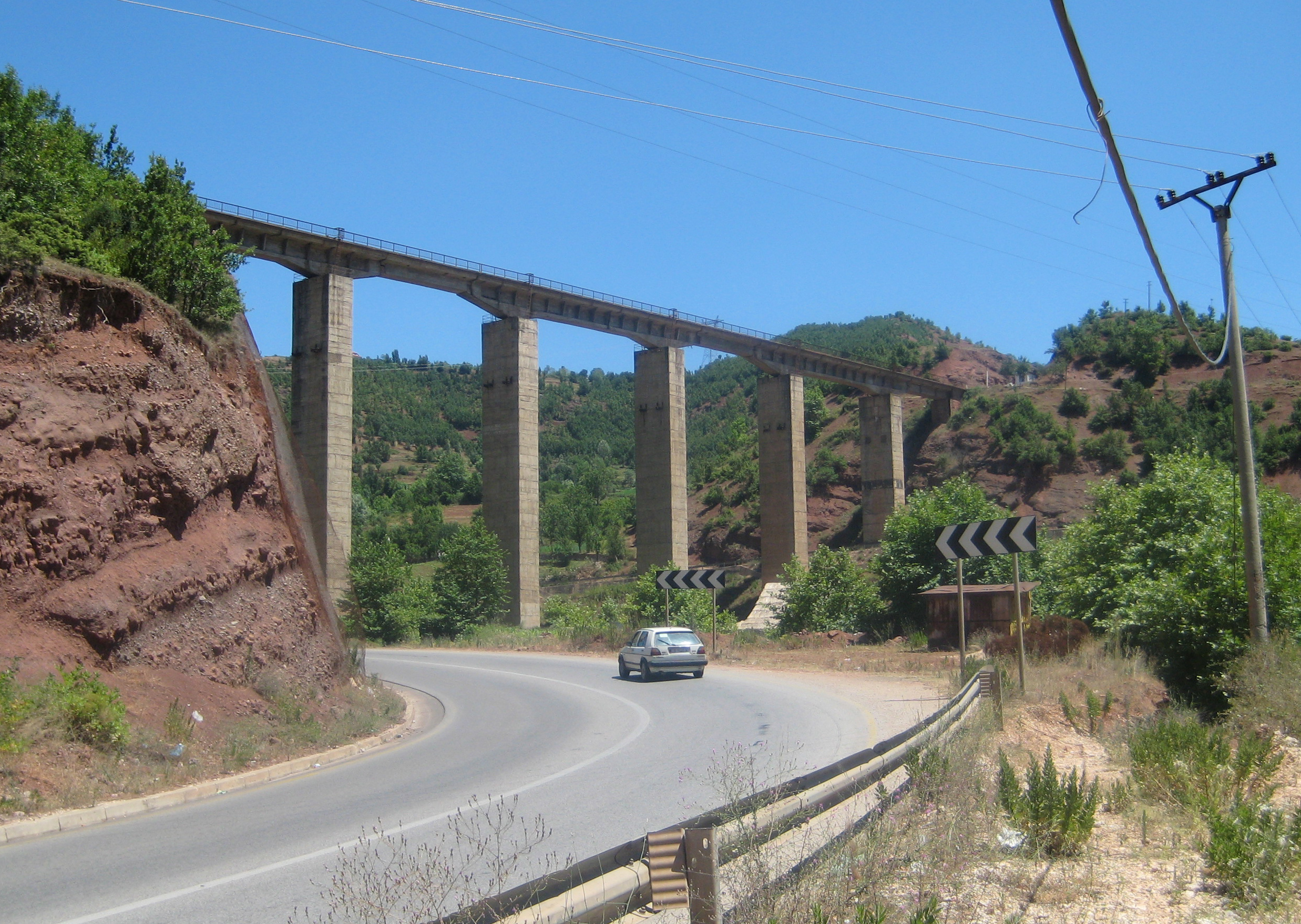
Podul feroviar de la Bushtrica, la sud de Librazhd

- Noiembrie 1947 - Deschiderea primei linii de cale ferată standard (Durrës- Peqin).
- Iunie 1957 - Introducerea locomotivelor diesel-electrice.
- Iulie 1973 - Finalizarea liniei de cale ferată de la Elbasan la Prrenjas, prima linie albaneză prin munți.
- Septembrie 1986 - Primul transport feroviar internațional (către și dinspre Muntenegru, atunci parte a Iugoslaviei).
- 2000 - HSH încetează să mai fie o întreprindere de stat, devenind o societate pe acțiuni (deși deținută de stat).
- 2005 - Altor operatori feroviari li s-a permis accesul pe calea ferată.

## Rețeaua actuală
Sistemul de pasageri HSH se compune în prezent din următoarele linii:
- (Cale ferată Shkodër-Vorë) - Durrës - Rrogozhina - Fier - Vlorë (Rrogozhina-Vlorë doar vara, din 2012)
- Linia Kashar - Tirana nu mai este operațională începând din septembrie 2013. Stația Tirana a fost demolată pentru a face loc unui nou proiect de drum rutier. Un serviciu de autobuz de schimb de cale ferată este disponibil în afara a ceea ce a rămas din stația Tirana spre Kashar pentru a prinde conexiunile feroviare. Serviciul de autobuze operează între cele două localități, ca parte a căii ferate (Durrës -Tirana).
- Rrogozhina - Elbasan - Librazhd

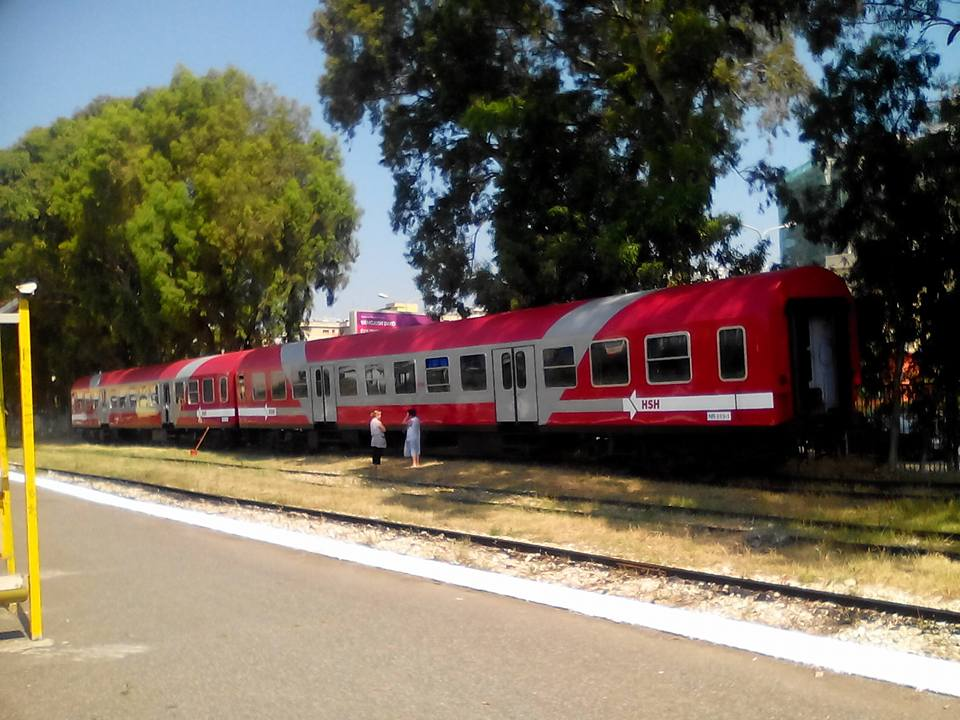
Material rulant renovat în gara Durrës

Șinele de pe linia Milot - Rubik - Rrëshen au fost parțial înlăturate pentru a repara linia către Muntenegru. Linia ar fi trebuit să ajungă la Centrala Nucleară din Klos, dar nu a fost niciodată terminată.
Linia Librazhd - Pogradec, cea mai frumoasă parte a rețelei feroviare albaneze, a fost închisă pentru traficul de călători în 2012. Locomotivele și vagoanele din triajul Përrenjas au fost mutate în Elbasan. Ca urmare, calea ferată va fi probabil dezmembrată, deoarece nu mai face legătura între orașe mari.
Există mai multe linii de ramificație pentru mărfuri. Trenurile de marfă circulă regulat între Podgorica și Shkodër în fiecare zi de lucru (cu o locomotivă alternativă albaneză sau muntenegreană) și între Durrës și rafinăria de petrol de la Ballsh o dată pe săptămână. Liniile Tirana-Shkodër și Durrës-Elbasan sunt în mod normal deservite de trenuri mixte.
Codul UIC (Uniunea Internațională a Căilor Ferate) pentru sistemul feroviar albanez este 41.

## Viitor
S-a anunțat că linia Tirana-Durres va fi reabilitată cu un împrumut de 35,9 milioane de euro de la Banca Europeană pentru Reconstrucție și Dezvoltare și cu o finanțare de 35,5 milioane de euro din partea Fondului de Investiții pentru Balcanii de Vest. Subvențiile ar finanța, de asemenea, construcția liniei Tirana-Rinas. Linile vor fi completate cu treceri de nivel și semnale pentru a îmbunătăți siguranța și fiabilitatea. Nu a fost oferită o dată exactă pentru când va începe construcția.
La 9 octombrie 2018 a fost prezentat Studiul de fezabilitate pentru reabilitarea liniei de cale ferată Durres-Rrogozhine-Elbasan-Pogradec, finanțat din fonduri ale Comisiei Europene, puse la dispoziție prin Fondul de investiții pentru Balcanii de Vest. A fost finalizată o evaluare de pre-fezabilitate pentru linia de 151 kilometri (94 mi) de la Durres la Pogradec. Accentul era pus pe linia de 72 kilometri (45 mi) între Durres, Rrogozhines și Elbasan. Restul căii ferate de 79 kilometri (49 mi) de la Elbasan la Pogradec este nefuncțională datorită stării precare a liniei, a podurilor și a tunelurilor de-a lungul acesteia. Segmentul Durres Segreg-Rrogozhine a fost evaluat ca având cea mai mare prioritate pentru reabilitare, cu accentul pe cei 33,5 kilometri (20,8 mi) de la Durres la Rrogozhine. Costul de reabilitare este estimat la 52 de milioane de euro, se vor respecta standardele europene de proiectare a rețelei la viteze de 100 kilometres per hour (62 mph) și o sarcină pe osie de 22,5 tone. Timpul de călătorie va fi redus de la 60 de minute la 32 de minute. Debitul de-a lungul acestui segment este de așteptat să atingă 330.000 de pasageri și 1.100.000 de tone de bunuri de marfă până în 2047. Valoarea estimată în economia de timp pentru utilizatorii sistemului de transport albanez va fi de 0,65 milioane de euro pentru călători și de 15,3 milioane de euro pentru transportul de mărfuri. Economiile suplimentare de la reducerea costului de operare a vehiculelor în transportul rutier sunt estimate la 0,5 milioane de euro pentru călători și 8,7 milioane de euro pentru transportul de mărfuri.

## Statistici
Utilizarea rețelei feroviare a Albaniei este în declin odată cu trecerea anilor.
|                               |                            | 1950 | 1965 | 1970 | 1975 | 1980 | 1985 | 1989 | 1993  | 1994  | 1995  | 1996  | 1997  | 1998  | 1999  | 2000  | 2001  | 2002  | 2003  | 2004  | 2005  | 2006  | 2007  | 2008 | 2009 | 2010 | 2011 | 2012 | 2013 |
| ----------------------------- | -------------------------- | ---- | ---- | ---- | ---- | ---- | ---- | ---- | ----- | ----- | ----- | ----- | ----- | ----- | ----- | ----- | ----- | ----- | ----- | ----- | ----- | ----- | ----- | ---- | ---- | ---- | ---- | ---- | ---- |
| Pasageri                      | în mii                     |      |      |      |      |      |      |      | 3.961 | 4.022 | 3.739 | 3.389 | 1.820 | 2.269 | 2.270 | 2.381 | 2.676 | 2.270 | 2.070 | 1.758 | 1.440 | 1.659 | 1.091 | 822  | 645  | 430  | 453  | 448  | 329  |
| Pasageri                      | în milioane de pasageri/km |      |      |      |      |      |      |      | 223   | 215   | 197   | 168   | 95    | 116   | 121   | 125   | 138   | 123   | 105   | 89    | 73    | 80    | 51    | 41   | 32   | 19   | 18   | 16   | 12   |
| Marfă                         | în mii de tone             |      |      |      |      |      |      |      | 539   | 522   | 574   | 521   | 284   | 305   | 361   | 412   | 258   | 340   | 520   | 417   | 404   | 450   | 399   | 355  | 343  | 403  | 317  | 142  | 151  |
| Marfă                         | în milioane de tone/km     |      |      |      |      |      |      |      | 54    | 53    | 53    | 42    | 23    | 25    | 27    | 28    | 19    | 21    | 31    | 32    | 26    | 36    | 53    | 52   | 46   | 66   | 50   | 25   | 23   |
| Total lungime rețea feroviară | în kilometri               | 115  | 143  | 193  | 272  | 319  | 421  | 447  |       |       |       |       |       |       |       |       |       |       |       |       |       |       |       |      |      |      |      |      |      |

## Linii feroviare către țările adiacente
Căile ferate vecine au același ecartament.
- Muntenegru - numai transport de marfă
- Grecia - TrainOSE - fără legătură
- Macedonia de Nord - MŽ - fără legătură
- [ Kosovo - fără legătură

## Vezi și
- Transportul feroviar după țară